# Gnojnice (Chorwacja)
Gnojnice – wieś w Chorwacji, w żupanii karlowackiej, w gminie Cetingrad. W 2011 roku liczyła 24 mieszkańców.